# Первомайский округ (УССР)
Первомайский округ (укр. Першомайська округа) — единица административного деления Украинской ССР, существовавшая с апреля 1923 по июль 1930 года. Административный центр — город Первомайск.
Образован в 1923 году в составе Одесской губернии. На момент создания включал в себя 13 районов: Благодатновский, Богопольский, Викторштадтский, Врадиевский, Голованевский, Даниловский, Добровеличковский, Исаевский, Кантакузинский, Константиновский, Криво-Озерский, Ново-Архангельский, Ольшанский.
В 1924 году в состав района были переданы Савранский и Ясеневский (с частью Святотроицкого района) районы из расформированого Балтского округа, а Исаевский район был передан в состав Одесского округа. В июне 1925 года губернии на Украине были упразднены, и округ перешёл в прямое подчинение Украинской ССР. Тогда же в состав округа был передан Хащеватский район из расформированого Гайсинского округа
По данным на 1926 год, округ делился на 15 районов: Богопольский, Викторштадтский, Врадиевский, Голованевский, Грушковский, Добровеличковский, Доманиевский, Любашевский, Константиновский, Криво-Озерский, Лысо-Горский, Ново-Архангельский, Ольшанский, Савраньский и Хащеватский.
По данным переписи 1926 года численность населения составляла 665,5 тыс. чел. В том числе украинцы — 86,9 %; евреи — 6,2 %; русские — 2,6 %; молдаване — 2,2 %; болгары — 1,1 %.
В 1926 году были ликвидированы Викторштадтский и Ольшанский районы (последний восстановлен в 1927 году)
Округ упразднён в июле 1930 года. Грушковский, Голованевский, Добровеличковский, Новоархангельский и Хащеватский районы были переданы в состав Уманского округа; Благодатновский, Врадиевский, Доманёвский, Кривоозёрский, Любашевский, Ольшанский, Первомайский и Савранский — в состав Одесского округа.